# La Compagnie de la mouette bleue
La Compagnie de la mouette bleue (Bratovscina Sinjega Galeba), est une série télévisée de l'ex-Yougoslavie en huit épisodes de 26 minutes adaptée du roman du même nom de Tone Seliškar écrit en 1936, et diffusée en 1969 sur TV Slovenija.
En France, la série a été diffusée pour la première fois le 25 février 1976 sur TF1 dans l’émission Les Visiteurs du mercredi, et rediffusée le 5 septembre 1979 sur TF1 (Les Visiteurs du mercredi). Et au Québec à partir du 27 mars 1976 à la Télévision de Radio-Canada.

## Historique de la création
Adaptée du roman à grand succès de 1936 Bratovscina Sinjega Galeba (en français : « La Compagnie de la mouette bleue ») de l'écrivain slovène Tone Seliškar, cette série avait tout pour captiver les enfants de tous pays : action, aventure, courage, et même une petite histoire d'amour innocente. Un film avait précédemment été adapté en 1953, Sinji galeb, réalisé par Branko Bauer.

## Synopsis
Yvan est un jeune adolescent qui vit près d'un petit port sur la mer Adriatique. Il est livré à lui-même depuis la disparition de son père, qui ne lui a légué qu'une barque comme héritage : La Mouette Bleue. Les villageois, qui espèrent être remboursés de la dette qu'avait envers eux le père d'Yvan, veulent saisir l'embarcation afin de la revendre. Après quelques démêlés avec eux, Yvan décide de prendre le large avec une bande d'amis. Ils vont baptiser leur groupe du nom de La Compagnie de la mouette bleue. Nos jeunes héros vont ainsi tenter de rembourser la dette du père d'Yvan pour pouvoir rentrer au village. Pris par un terrible orage, ils vont aller d'aventures en aventures pour finalement se retrouver aux prises avec de cruels contrebandiers, qui ont caché leur butin sur une île des alentours…

## Fiche technique
- Titre original : Bratovscina Sinjega Galeba
- Titre français : La Compagnie de la mouette bleue
- Réalisateur : France Stiglic
- Scénaristes : Janez Kolar, Miloš Mikeln
- Musique : Marjan Vodopivec
- Production :
- Sociétés de production :
- Pays d'origine : ex-Yougoslavie
- Langue : slovène
- Nombre d'épisodes : 8 (1 saison)
- Durée : 26 minutes
- Dates de première diffusion : 
  - ex-Yougoslavie : 1969
  -  France : 25 février 1976

## Distribution
- Mitja Primec : Yvan (Ivan en VO)
- Zlatko Stanko : Georges (Jure)
- Miha Derganec (sr) : Michel (Miha)
- Ivo Marinsek : Pierrot (Pero)
- Matija Poglajen : Pierre (Petar)
- Janez Vrolih : François (Franjo)

## Voix françaises
- Jean-Claude Michel
- Daniel Gall
- René Arrieu

## Épisodes
1. Titre français inconnu (Eine alte Schuld)
2. La Mouette bleue (Der neue Kapitän)
3. L’Orage (Schmugglerware)
4. Les Contrebandiers (Der große Fang)
5. Titre français inconnu (Das Geständnis)
6. Titre français inconnu (Ein hoher Preis)
7. Titre français inconnu (Die Verfolgung)
8. Épilogue (Das Vermächtnis des Vaters)

## Diffusion en France
Le 25 février 1976, lors de son arrivée sur TF1 dans Les Visiteurs du mercredi, la série n’était pas la seule nouve
auté. En effet, Zorro a débarqué le même jour dans la case jeunesse. Les deux séries y partageaient l’affiche avec Le Club, Hong Kong Fou Fou, Barbapapa, Calimero ou Speedy Gonzales.

## Ouvrages
source utilisée pour la rédaction de cet article
- Jean-Jacques Jelot-Blanc, 30 ans de séries et de feuilletons à la T.V., Pac, 1985 (ISBN 2853362418)